# Nyanzapithecus
Nyanzapithecus is een geslacht van uitgestorven primaten uit het Midden-Mioceen van het eiland Maboko, provincie Nyanza (Kenia). Het had een gemiddeld lichaamsgewicht van ongeveer tien kilogram.

## Taxonomie
Tussen 1933 en 1973 werden op het eiland vijftien cranio-dentale exemplaren van deze soort verzameld.
Tijdens een expeditie naar het eiland Maboko in 1982-1983 vond paleoantropoloog Martin Pickford meer dan honderd kleine catarrhine fossielen. Onder hen beschreef Harrison 1986 het nieuwe geslacht en de nieuwe soort Nyanzapithecus pickfordi, gekenmerkt door verschillende dentale specialisaties, en bracht ook Rangwapithecus vancouveringi over naar het geslacht en noemde het Nyanzapithecus vancouveringorum. Nyanzapithecus werd beschouwd als nauw verwant van Rangwapithecus en Mabokopithecus op basis van dentale overeenkomsten, en een vroege verwant van Oreopithecus bambolii. Nyanzapithecus was oorspronkelijk opgenomen in Oreopithecidae voordat het werd overgebracht naar Proconsulidae. Kunimatsu 1997 beschreef de nieuwe soort Nyanzapithecus harrisoni uit Nachola, Kenia.
Benefit et al. 1998 beschouwde Mabokopithecus clarki als verwant en zelfs als soortgenoten met Nyanzapithecus pickfordi en hernoemde daarom de laatste Mabokopithecus pickfordi / clarki en Kunimatsu's soort Nyanzapithecus harrisoni.

## Tandmorfologie
Nyanzapithecus pickfordi heeft een tandformule van 2:1:2:3 op zowel de boven- als onderkaak. De bovenste premolaren waren lang en hadden buccale en linguale knobbels die qua grootte op elkaar leken, de onderste kiezen hadden diepe inkepingen. Gebaseerd op tandmorfologie was dit een bladetende soort.